# Буравский, Николай Александрович
Николай Александрович Буравский (25 июня 1940 — 1 марта 2021) — украинский музыковед, фольклорист. Народный артист Украины (1998). Художественный руководитель Киевского академического театра украинского фольклора «Берегиня» с 1986 года, член Центрального правления Всеукраинского общества «Просвещение» имени Тараса Шевченко.

## Биографические сведения
Родился 25 июня 1940 года. В 1972—83 годах был дирижёром Капеллы бандуристов Украины.
Депутат Днепровского районного в г. Киеве совета двух созывов. Генерал-хорунжий Войска Запорожского.

## Награды и звания
- Орден князя Ярослава Мудрого V степени (9 ноября 2020 года) — за значительный личный вклад в развитие национальной культуры и искусства, весомые творческие достижения и высокое профессиональное мастерство[4].
- Народный артист Украины (28 мая 1998 года) — за весомый личный вклад в социально-экономическое развитие города Киева, обогащение национального интеллектуального и культурного наследия, высокий профессионализм[5].
- Заслуженный артист Украины (4 мая 1994 года) — за значительный личный вклад в развитие украинской культуры, высокое профессиональное мастерство[6].
- Лауреат международной премии (Корея, 1996). Награждён Почётной грамотой Кабинета министров Украины, Почётным отличием Министерства культуры и искусств Украины «За значительный личный вклад в развитие национальной культуры и искусства».